# Brvace
Brvace este o localitate din comuna Grosuplje, Slovenia, cu o populație de 77 de locuitori.